# Harpactea karabachica
Harpactea karabachica este o specie de păianjeni din genul Harpactea, familia Dysderidae, descrisă de Dunin, 1991.
Este endemică în Azerbaijan. Conform Catalogue of Life specia Harpactea karabachica nu are subspecii cunoscute.